# NGC 3159
NGC 3159 (другие обозначения — MCG 7-21-21, ZWG 211.23, NPM1G +38.0190, PGC 29825) — эллиптическая галактика (E2) в созвездии Малого Льва. Открыта Гийомом Бигурданом в 1886 году.
Этот объект входит в число перечисленных в оригинальной редакции «Нового общего каталога».
Галактика NGC 3159 входит в состав группы галактик NGC 3158. Помимо NGC 3159 в группу также входят NGC 3151, NGC 3152, NGC 3158, NGC 3160, NGC 3161 и NGC 3163.